# 14678 Пінні
14678 Пінні (14678 Pinney) — астероїд головного поясу, відкритий 6 грудня 1999 року.
Тіссеранів параметр щодо Юпітера — 3,485.